# Bangor (Wisconsin)
Bangor és una població dels Estats Units a l'estat de Wisconsin. Segons el cens del 2000 tenia 1.400 habitants.

## Demografia
Segons el cens del 2000, Bangor tenia 1.400 habitants, 524 habitatges, i 390 famílies. La densitat de població era de 509,9 habitants per km².
Dels 524 habitatges en un 38,4% hi vivien nens de menys de 18 anys, en un 63,9% hi vivien parelles casades, en un 6,5% dones solteres, i en un 25,4% no eren unitats familiars. En el 21,4% dels habitatges hi vivien persones soles el 10,7% de les quals corresponia a persones de 65 anys o més que vivien soles. El nombre mitjà de persones vivint en cada habitatge era de 2,65 i el nombre mitjà de persones que vivien en cada família era de 3,1.
Per edats la població es repartia de la següent manera: un 28,8% tenia menys de 18 anys, un 5,9% entre 18 i 24, un 31,1% entre 25 i 44, un 18,1% de 45 a 60 i un 16% 65 anys o més.
L'edat mediana era de 35 anys. Per cada 100 dones de 18 o més anys hi havia 95,1 homes.
La renda mediana per habitatge era de 42.102 $ i la renda mediana per família de 46.058 $. Els homes tenien una renda mediana de 30.787 $ mentre que les dones 20.707 $. La renda per capita de la població era de 17.648 $. Aproximadament el 4,7% de les famílies i el 6,3% de la població estaven per davall del llindar de pobresa.

## Poblacions més properes
El següent diagrama mostra les poblacions més properes.